# 진충귀 고신왕지
진충귀 고신왕지(陳忠貴告身王旨)는 조선 시대의 왕지로, 대한민국 보물 제1161호이다.

## 개요
이 왕지는 태조 3년(1394년) 3월 27일 진충귀(陳忠貴)에게 '가정대부 상의 중추원사 도평의사사 겸 의주등처도병마사 의주목사'의
관직을 제수한다는 것이다. 모두 다섯 줄에 단정한 정자체로 쓰였으며 뒤의 연월 부분에는 '朝鮮王寶(조선왕보)'라는 어보(御寶)가
찍혀있다.
왕지는 국왕이 신하에게 관직·품계·자격·시호·토지·노비·특전 등을 하사할 때 증표로서 작성해주는 문서이다. 예컨대 관료에게는
품계나 관직을 내리는 사령장(辭令狀, 고신이라고도 함), 문과나 무과에 급제한 사람에게 내리는 홍패(紅牌), 향리(鄕吏)나 사찰의
면역(免役)을 인정하는 사패(賜牌) 등 내용에 따라 여러 가지이다. 고려시대에는 왕명(王命)·제서(制書)라 했고, 고려말 ∼
조선 초에는 왕지(王旨)·관교(官敎)라고 했으며, 대략 세종 말부터는 교지(敎旨)라 하여 줄곧 사용되다가 대한제국시대에 이르러 칙서(勅書)로
바뀌었다.
진충귀에게 내려진 품계와 관직을 보면, 가정대부(嘉靖大夫)란 품계는 태조 1년(1392년) 7월에 관제를 새롭게 제정할 때 설치된
것으로 문산계(文散階) 종2품 상계(上階)로서 고려시대의 영록대부(榮祿大夫)에 해당된다.
상의(商議)는 고려말 설치된 직제로서 재추(宰樞)의 관직 앞뒤에 붙이어 그와 동등한 지위를 가지며 도평의사사에 참석하여 국정을
논의할 수 있는 권한이 부여된다.
중추원(中樞院)은 고려시대에 군사기무와 왕명출납 및 숙위(宿衛)를 담당하던 중앙관부로 중서문하성(中書門下省)과 함께 양부(兩府)로
불렸다. 이후 여러 변화를 거치며 조선 초로 이어졌는데, 건국 직후 중추원이 다시 설치되어 그 기능을 맡았으나 태조 2년(1393년)
의흥삼군부(義興三軍府)가 설치되어 병권을 장악하면서 중추원의 군사기능은 위축되고, 정종 2년(1400년) 의흥삼군부와 합쳐 삼군부가
되면서 폐지되었다. 나중에 병권은 병조(兵曹)가 담당하였고 왕명출납은 승정원(承政院)이 담당하게 되었다.
도평의사사(都評議使司)는 고려 후기 최고정무기관으로 도병마사(都兵馬使)의 후신이다. 원래 도병마사는 중서문하성·중추원 양부에서
임명한 판사(判事)·사(使)·부사(副使)·판관(判官)으로 구성되어 변경의 국방·군사 문제를 논의하던 회의기관이었다. 고려 중기에
그 기능이 확대되어 고종 때 도당(都堂)이라 불리면서 양부의 재추(宰樞) 전원이 참석하여 국정 전반을 결정하였고, 충렬왕 5년(1297년)
도평의사사로 개편되면서 구성과 기능이 확대·강화되었다. 이후 조선이 건국하여 1392년 7월 도평의사사의 직제를 개정할 때도
고려말의 직제가 중시되었다. 그러다가 정종 2년(1400년) 의정부로 개편되고 태종 1년(1401년) 문하부로 통합되면서 소멸되었다.
겸직인 '의주등처도병마사·의주목사'는 진충귀가 상의 중추원사요 도평의사사의 일원으로 실제 의주(義州) 등 북쪽 변경지역의 도병마사로서
의주목사를 겸직한다는 것이다.
이 왕지는 조선건국 초의 관제에 고려말의 영향이 잘 남아있는 중요한 사례이다. 이것과 문서형식과 필치가 같은 예로서 태조 4년(1395년)
2월 김회련(金懷鍊)에게 '통정대부 공주목사 겸 관내권농방어사'의 관직을 하사한 왕지(보물 제438호)가 있다.

## 같이 보기
- 이태조 호적 원본

## 참고 자료
- 진충귀 고신왕지 - 국가유산청 국가유산포털

 본 문서에는 서울특별시에서 지식공유 프로젝트를 통해 퍼블릭 도메인으로 공개한 저작물을 기초로 작성된 내용이 포함되어 있습니다.